# 파르치팔

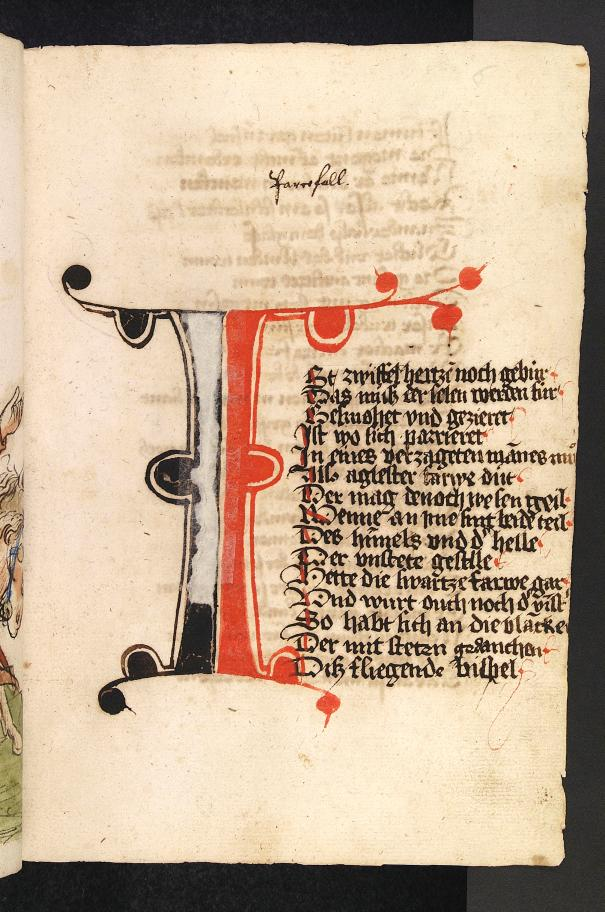
볼프람의 파르치팔 중 서언(1,1절 이후), 하이델베르크, 팔라티누스 게르마니쿠스 필사본

파르치팔(Parzival)은 볼프람 폰 에셴바흐의 중세 고지 독일어로씐 운문체 장편 서사시 소설로서 궁정문학에 속하고 추정하건대 약 13세기 초에 지어졌다. 이 작품은 운율을 맞춘 시행 25,000쌍으로 이루어졌고 현대판으로는 책 16권으로 나뉘었다.

## 개요
이중 소설 구조로써 정교히 짜인 줄거리에는 기사의 이중으로 된 모험의 운명이 펼쳐진다. 한 이야기에서는 이름이 작품 제목과 같은 주인공 파르치팔이 어리석고 물정에 어두웠던 사람에서 성배의 왕이 되기까지의 과정을 담고 다른 이야기에서는 아서왕의 기사가 되려는 위험하고 엄격한 자격시험을 치르는 사람인 가반(Gawan)이 서술된다.
주제를 놓고 보면, 파르치팔은 아서왕 서사시에 속하지만 이 작품에서 파르치팔이 영국의 신화다운 아서왕의 원탁에 일원으로 들어간 것은 그 사람이 성배를 찾아 모험하는 과정의 일부로서 표현된다.
이 작품의 소재는 문학답지만 미술과 음악에도 많은 영향을 끼쳤다. 그중에서 가장 대표할 정도로 전형이 될 만하거나 특징이 있는 작품이 (당시 무대종교축제기념극에 음악이 더해진 형태였던) 1882년에 초연된 리하르트 바그너의 오페라 파르지팔(Parsifal)이다.

## 주제
소재가 매우 복잡하고 주제가 다양한 작품인 파르치팔에서 다루어지는 주제에는 물질의 원리에 기초한 가치와 정신에 관계되는 가치의 관계, 남성의 세계관과 여성의 세계관 사이의 대립, 궁정의 상류사회와 성배의 수호하는 사람들의 정신에 관계된 공동체의 모습, 다양하고 실존하는 욕망(물욕, 성욕, 종교에 딸린 구원, 천국을 향한 환상)과 관련된 원죄 등이 있다.
심리분석학에 토대한 측면에서 살피면, 남을 의식지 않고 정신에 관계된 모든 활동을 자기 위주로 행하는 태도를 고수하던 주인공이 타인에게 공감하는 능력을 얻게 된 과정, 혹은 주인공이 어머니와의 관계에서 경험하던 갈등을 해결하게 된 계기 같은 주제를 찾을 수 있으며, 파르치팔이 줄거리가 흐름에 따라 각성에 도달하게 되고 두 번째로 성배의 성에 도달했을 때는 질문을 소홀히 해서 이전 불명예를 씻어내게 되는 과정이 담겨 있다. 파르치팔은 성배 신화에서의 구원의 역할을 하는 인물이다.

## 구조
"파르치팔"은 분량이 긴 머리말[서언]에 뒤이어 이중 소설 구조가 등장하는 방식으로 구성됐다.
소설 전체에 걸친 구조를 살피면, 먼저 파르치팔의 아버지 가흐무렛(Gahmuret)의 모험에 관한 이야기가 등장하고 그 다음에 파르치팔의 어린 시절을 다룬 설명으로 주요한 줄거리가 시작된 후로는 가반을 다룬 줄거리와 파르치팔을 다룬 줄거리가 번갈아 나오다가 파르치팔이 트레프리첸트(Trevrizent)를 만나게 되는 부분부터 결말부까지는 다시 ‘파르치팔’을 다룬 내용으로 이루어진다.

## 같이 보기
- 파르지팔
- 리하르트 바그너
- 성배

## 참고 문헌
- Haerkoeter, Heinrich: Deutsche Literaturgeschichte, 1962
- 볼프람 폰 에셴바흐: 파르치팔, 허창운 역, 한길사, 2005